# مورغيت (محطة مترو أنفاق لندن)
مورغيت (بالإنجليزية: Moorgate)‏ هي إحدى محطات مترو أنفاق لندن. تقع على خط ميتروبوليتان ونورذيرن وسيركيل وهامرسميث وسيتي أفتتحت في المنطقة (Zone) رقم 1 أفتتحت في 23 ديسمبر 1865، 1 يوليو 1866. 